# Corvus kubaryi
Corvus kubaryi е вид птица от семейство Вранови (Corvidae). Видът е критично застрашен от изчезване.

## Разпространение
Видът е разпространен в Гуам и Северни Мариански острови.